# Воронья (река, впадает в Нотозеро)
Воронья — река в России, протекает по территории Кестеньгского сельского поселения Лоухского района Республики Карелии и городского поселения Зеленоборского Кандалакшского района Мурманской области. Длина реки — 18 км.
Река берёт начало из озера Дядина на высоте 58,7 м над уровнем моря и далее течёт преимущественно в западном направлении.
Река в общей сложности имеет 14 малых притоков суммарной длиной 26 км.
Впадает на высоте 37,2 м над уровнем моря в Нотозеро, через которое протекает река Лопская, впадающая в озеро Пажма, являющееся частью Ковдозера. Через последнее протекает река Ковда, впадающая, в свою очередь, в Белое море.
Населённые пункты на реке отсутствуют.
Код объекта в государственном водном реестре — 02020000612102000001432.